# 아오누마 에이지
아오누마 에이지(青沼英二, 1963년 3월 16일 ~ )는 일본의 비디오 게임 디자이너로, 닌텐도의 《젤다의 전설》 시리즈의 종합 프로듀서이다.